# Hydrogonium leucobasis
Hydrogonium leucobasis là một loài Rêu trong họ Pottiaceae. Loài này được (Dixon) W. Schultze-Motel mô tả khoa học đầu tiên năm 1974.